# JW Marriott
JW Marriott – amerykańska sieć hotelowa należąca do Marriott International.  Nazwa wywodzi się od Johna Willarda Marriotta, założyciela firmy Marriott Corporation. Do sieci należy 107 hoteli z łącznie 45 056 pokojami (31 grudnia 2021).

## Historia
Marka została założona w 1984, wtedy też otworzono pierwszy hotel w Waszyngtonie. W 1989 otworzono hotel w Hongkongu, a cztery lata później w Europie i na Bliskim Wschodzie.

## Hotele
Do sieci JW Mariott należy 120 hoteli na całym świecie, w tym dziewięć hoteli w Europie. W Polsce hotele JW Marriott nie występują (08 lutego 2023).

### Afryka
- Egipt

- JW Marriott Hotel Cairo

- Mauritius

- JW Marriott Mauritius Resort

### Ameryka Południowa
- Brazylia

| • JW Marriott Hotel Rio De Janeiro | • JW Marriott Hotel São Paulo |

- Ekwador

- JW Marriott Hotel Quito

- Kolumbia

- JW Marriott Hotel Bogota

- Peru

| • JW Marriott El Convento Cusco | • JW Marriott Hotel Lima |

### Ameryka Północna
- Kanada

| • JW Marriott Edmonton Ice District | • JW Marriott Parq Vancouver | • JW Marriott The Rosseau Muskoka Resort & Spa |

- Stany Zjednoczone

- Arizona

| • JW Marriott Phoenix Desert Ridge Resort & Spa | • JW Marriott Scottsdale Inn Resort & Spa | • JW Marriott Tucson Starr Pass Resort & Spa |

- Floryda

| • JW Marriott Clearwater Beach Resort & Spa | • JW Marriott Miami                             | • JW Marriott Orlando, Grande Lakes |
| • JW Marriott Marco Island Beach Resort     | • JW Marriott Miami Turnberry Resort & Spa      | • JW Marriott Tampa Water Street    |
| • JW Marriott Marquis Miami                 | • JW Marriott Orlando Bonnet Creek Resort & Spa |                                     |

- Georgia

| • JW Marriott Atlanta Buckhead | • JW Marriott Savannah Plant Riverside District |

- Illinois

- JW Marriott Chicago

- Indiana

- JW Marriott Indianapolis

- Kalifornia

| • JW Marriott, Anaheim Resort             | • JW Marriott Los Angeles L.A. Live      |
| • JW Marriott Desert Springs Resort & Spa | • JW Marriott San Francisco Union Square |

- Karolina Północna

- JW Marriott Charlotte

- Luizjana

- JW Marriott New Orleans

- Michigan

- JW Marriott Grand Rapids

- Minnesota

- JW Marriott Minneapolis Mall Of America

- Nevada

- JW Marriott Las Vegas Resort & Spa

- Nowy Jork

- JW Marriott Essex House New York

- Teksas

| • JW Marriott Austin                  | • JW Marriott Houston Downtown                      |
| • JW Marriott Dallas Arts District    | • JW Marriott San Antonio Hill Country Resort & Spa |
| • JW Marriott Houston By The Galleria |                                                     |

- Tennessee

- JW Marriott Nashville

- Waszyngton

- JW Marriott Washington, DC

### Ameryka Środkowa & Karaiby
- Dominikana

- JW Marriott Hotel Santo Domingo

- Kostaryka

- JW Marriott Guanacaste Resort & Spa

- Meksyk

| • Casa Maat at JW Marriott Los Cabos Beach Resort & Spa | • JW Marriott Hotel Mexico City          | • JW Marriott Los Cabos Beach Resort & Spa |
| • JW Marriott Cancun Resort & Spa                       | • JW Marriott Hotel Mexico City Santa Fe | • JW Marriott Monterrey Valle              |
| • JW Marriott Hotel Guadalajara                         |                                          |                                            |

- Panama

- JW Marriott Panama

- Wenezuela

- JW Marriott Hotel Caracas

### Azja
- Azerbejdżan

- JW Marriott Absheron Baku

- Chiny

| • JW Marriott Hotel Beijing         | • JW Marriott Hotel Harbin River North          | • JW Marriott Hotel Shanghai Changfeng Park | • JW Marriott Hotel Yinchuan                 |
| • JW Marriott Hotel Beijing Central | • JW Marriott Hotel Hong Kong                   | • JW Marriott Hotel Shanghai Fengxian       | • JW Marriott Hotel Zhejiang Anji            |
| • JW Marriott Hotel Changsha        | • JW Marriott Hotel Macau                       | • JW Marriott Hotel Shenzhen                | • JW Marriott Hotel Zhengzhou                |
| • JW Marriott Hotel Chengdu         | • JW Marriott Hotel Qufu                        | • JW Marriott Hotel Shenzhen Bao'an         | • JW Marriott Marquis Hotel Shanghai Pudong  |
| • JW Marriott Hotel Chongqing       | • JW Marriott Hotel Sanya Dadonghai Bay         | • JW Marriott Hotel Taiyuan                 | • JW Marriott Sanya Haitang Bay Resort & Spa |
| • JW Marriott Hotel Hangzhou        | • JW Marriott Hotel Shanghai At Tomorrow Square | • JW Marriott Hotel Xi'an                   |                                              |

- Indie

| • JW Marriott Bengaluru Prestige Golfshire Resort & Spa | • JW Marriott Hotel Kolkata            | • JW Marriott Jaipur Resort & Spa | • JW Marriott Mussoorie Walnut Grove Resort & Spa |
| • JW Marriott Hotel Bengaluru                           | • JW Marriott Hotel New Delhi Aerocity | • JW Marriott Mumbai Juhu         |                                                   |
| • JW Marriott Hotel Chandigarh                          | • JW Marriott Hotel Pune               | • JW Marriott Mumbai Sahar        |                                                   |

- Indonezja

| • JW Marriott Hotel Jakarta | • JW Marriott Hotel Medan | • JW Marriott Hotel Surabaya |

- Japonia

- JW Marriott Hotel Nara

- Korea Południowa

| • JW Marriott Dongdaemun Square Seoul | • JW Marriott Hotel Seoul | • JW Marriott Jeju Resort & Spa |

- Malediwy

- JW Marriott Maldives Resort & Spa

- Malezja

- JW Marriott Hotel Kuala Lumpur

- Singapur

- JW Marriott Hotel Singapore South Beach

- Tajlandia

| • JW Marriott Hotel Bangkok | • JW Marriott Khao Lak Resort & Spa | • JW Marriott Khao Lak Resort Suites | • JW Marriott Phuket Resort & Spa |

- Wietnam

| • JW Marriott Hotel Hanoi | • JW Marriott Phu Quoc Emerald Bay Resort & Spa |

### Bliski Wschód
- Arabia Saudyjska

- Burj Rafal Riyadh, A Marriott International Hotel

- Katar

- JW Marriott Marquis City Center Doha

- Kuwejt

- JW Marriott Hotel Kuwait City

- Oman

- JW Marriott Muscat

- Zjednoczone Emiraty Arabskie

- JW Marriott Marquis Hotel Dubai

### Europa
- Francja: Cannes, JW Marriott Cannes

- Hiszpania: Madryt, JW Marriott Madrid

- Niemcy: Frankfurt nad Menem, JW Marriott Hotel Frankfurt

- Rumunia: Bukareszt, JW Marriott Bucharest Grand Hotel

- Turcja: Ankara, JW Marriott Hotel Ankara; Stambuł, JW Marriott Istanbul Bosphorus, JW Marriott Hotel Istanbul Marmara Sea

- Wielka Brytania: Londyn, JW Marriott Grosvenor House London

- Włochy: Wenecja, JW Marriott Venice Resort & Spa